# Ensenada de San Simón

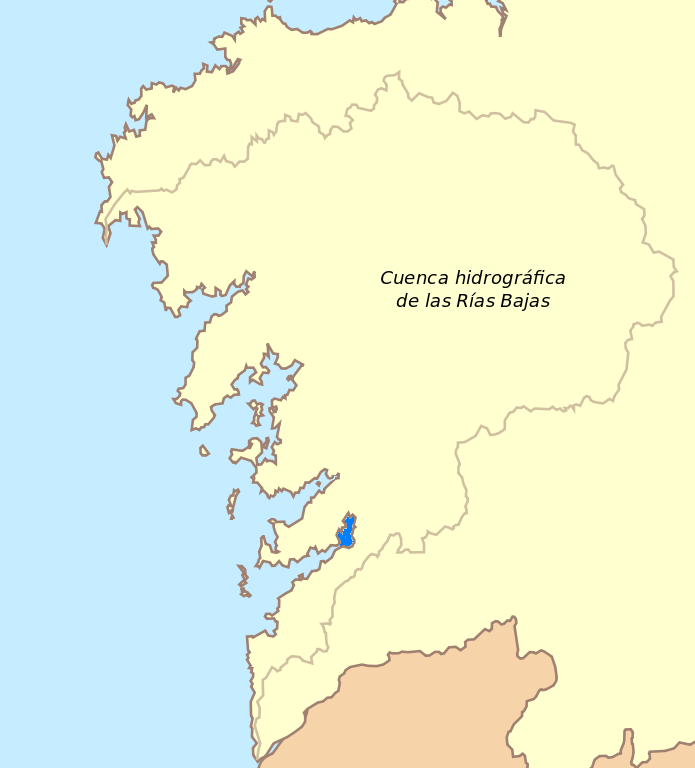

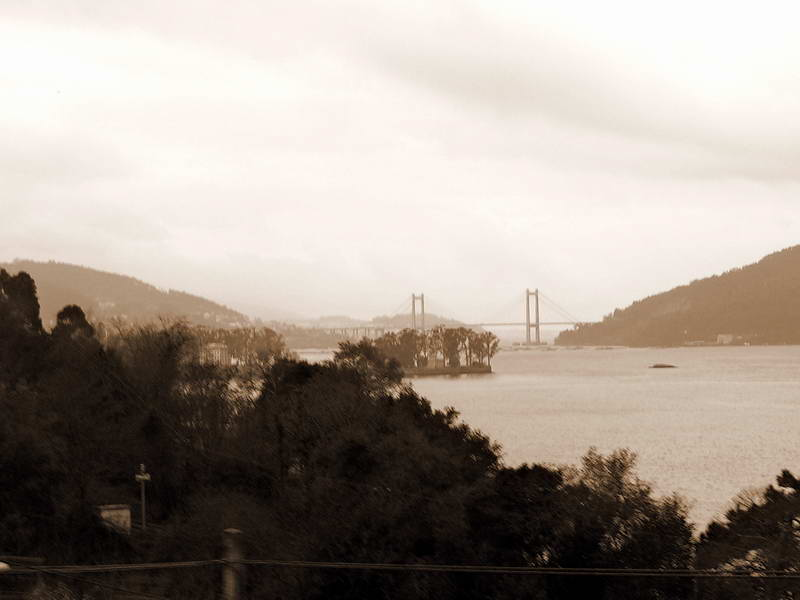
Ensenada de San Simón.

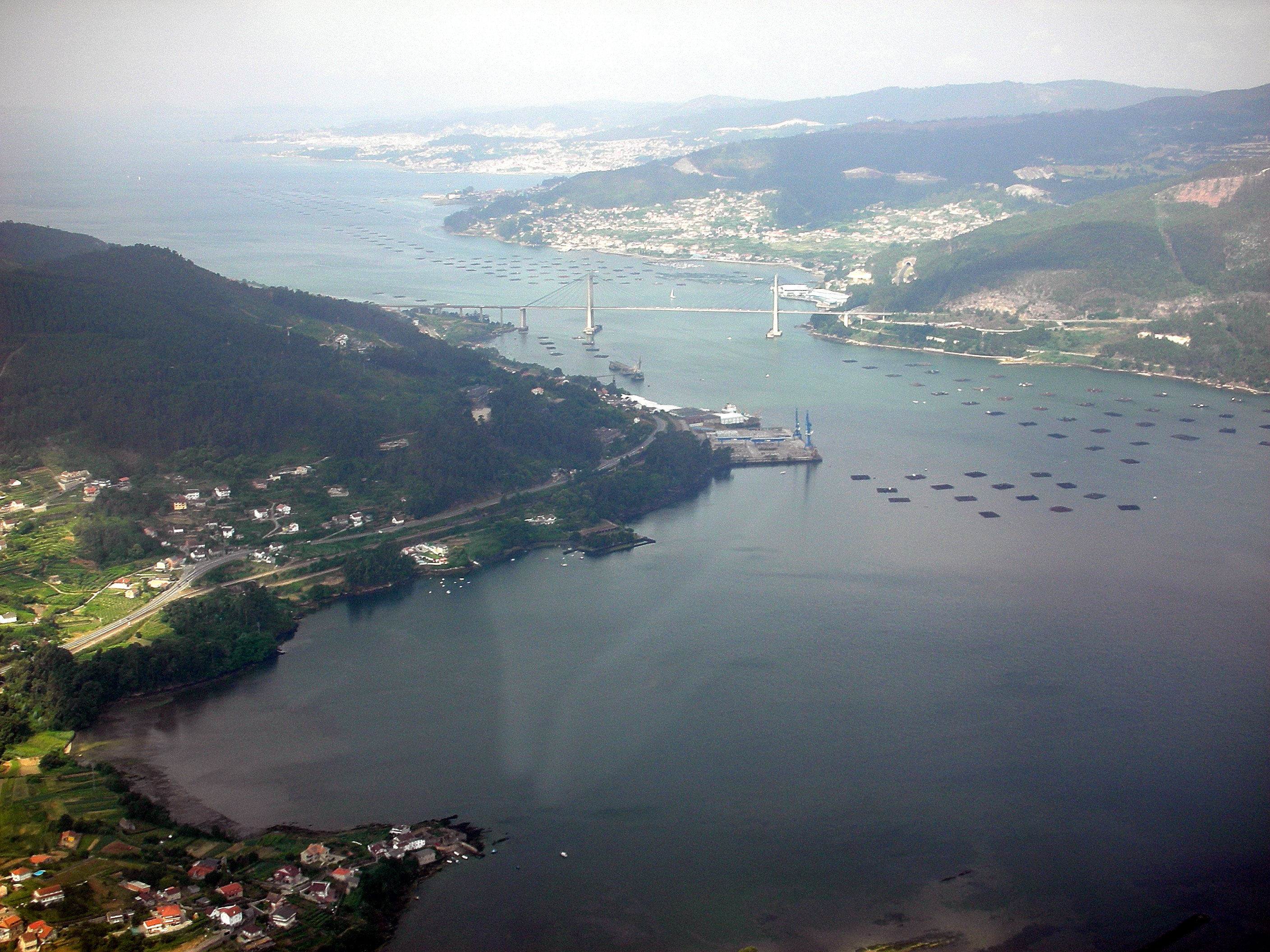
Vista Aérea.

La ensenada de San Simón está situada al fondo de la Ría de Vigo, una de las rías pertenecientes a las Rías Bajas la provincia gallega de Pontevedra en España. A sus orillas se hallan los  municipios de Redondela, Sotomayor, Vilaboa y Pontevedra. 
El acceso a la ensenada se realiza por el estrecho de Rande, la parte más estrecha de la ría de Vigo, cruzado por el puente de Rande, uno de los puentes atirantados más relevantes del mundo. 
En el centro de la ensenada se encuentran pequeñas islas de  San Simón y San Antón, unidas ambas por un puente de tres ojo y pertenecientes a Redondela. La ensenada tiene unos 7 km de norte a sur.

## Historia
La ensenada de San Simón ha ofrecido desde tiempos remotos, abrigo y sostén para barcos, sea cual fuere el estado en el que llegasen a la ría de Vigo, ya que sus bajos fondos fangosos y blandos eran perfectos para el apoyo de cascos cuya flotabilidad estuviese en peligro. Aunque no tuviesen problemas, la distancia a mar abierto, protegía de todos sus peligros. Así que era frecuentemente utilizada por aquellos barcos que querían hacer reposo de sus ajetreados viajes. 
La isla de San Simón, unida a la de San Antonio, o de San Antón, en el siglo XIX, albergó dos conventos y una leprosería que poseía dos  lazaretos, uno limpio ubicado en la isla San Simón y otro sucio en la de san Antón. De esas construcciones solo quedan ruinas.
La última población del convento de San Simón, fue pasada a cuchillo por el corsario Francis Drake, quedando un solo superviviente. El obispado de Tuy mandó construir un nuevo Monasterio en tierra firme.

### Batalla de Rande
La batalla de Rande, también conocida como batalla de Vigo  fue una importante batalla naval librada en el estrecho de Rande y ensenada de San Simón  el 23 de octubre de 1702 y enfrentó a las escuadras de las coaliciones anglo-holandesa e hispano-francesa, en el contexto de la Guerra de Sucesión Española.
El 22 de septiembre de 1702 huyendo de las tropas anglo-holandesa una flota de galeones españoles cargados con el mayor envío que se conocía de tesoros procedentes de América, se refugió, en lugar de ir al puerto de Sevilla que era el puerto que monopolizaba el comercio con el Nuevo Mundo, en la ensenada de San Simón en el fondo  de la ría de Vigo. La flota estaba al mando del almirante y general Manuel de Velasco y Tejada, protegida por navíos  franceses a las órdenes de François Louis de Rousselet, conde de Châteaurenault.
Debido al monopolio de comercio del puerto de Sevilla los galeones no fueron descargados de inmediato, el Consejo de Indias encomendó a Juan de Larrea esas labores aunque no se sabe a ciencia cierta e que punto de la descarga estaban los navíos cuando se produjo el ataque enemigo. Cuatro semanas después de su llegada a Vigo los anglo-neerlandeses descubrieron el escondite del cargamento.
La defensa de la entrada a la ensenada se había reforzado con los cañones procedentes de los propios navíos que se ubicaron los castillos de existentes a cada lado del mismo. Entre ellos, cerrando el estrecho, se tendieron cadenas y los barcos de guerra franceses rodearon a los de carga españoles.
Las tropas anglo-neerlandeses, bajo el mando del almirante George Rooke, realizaron un ataque anfibio, conquistando por tierra los castillos que defendían el estrecho, de Cordeiro en Domaio en la orilla derecha y el de Rande en la izquierda. Tras tomarlos y abrir el paso marítimo se realizó un ataque naval a los buques fondeados. El ataque comenzó en 23 de octubre por tierra y en menos de 10 horas de batalla habían logrado sus objetivos.

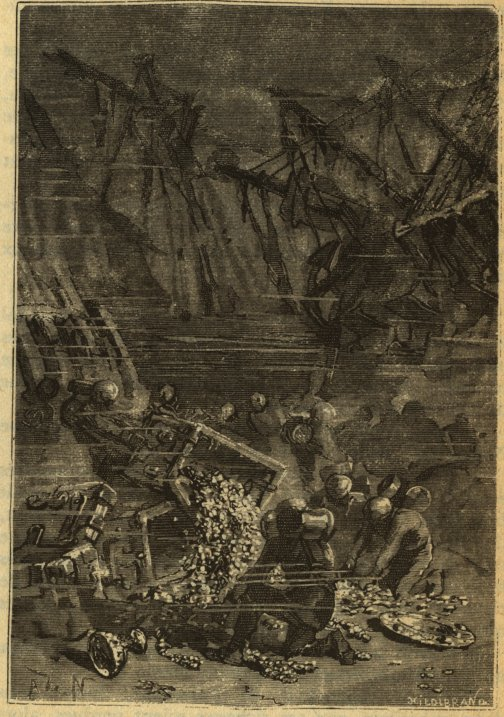
El capitán Nemo y su tripulación recogen los tesoros hundidos en la bahía.

El cargamento de oro, plata y otras riquezas estaba embarcado en tres galeones de combate y catorce comerciales. Algunos barcos fueron hundidos en la batalla y otros, según algunas versiones, los hundieron los defensores tras recibir la orden de De Velasco. 
Tras la batalla, los atacantes saquearon Redondela y la isla de San Simón. Vigo quedó a salvo protegida por su muralla y defensas. El día 30 de octubre Rooke ordena partir a su armada, que abandona la ría de Vigo, aunque deja una guarnición de 27 buques de guerra junto a los apresados al mando del almirante Shovel.
En la retirada, los anglo-neerlandeses se llevaron varios barcos apresados, entre ellos un galeón español que habría estado cargado con los tesoros recogidos. A su salida de la ría de Vigo, este galeón encalló al paso por las islas Cíes y se hundió.
Bajo la Ensenada se cree que está enterrado un tesoro de galeones españoles hundidos por una escuadra anglo-holandesa, se ha localizado algunos pecios pero sin carga relevante.

### Cita literaria
Julio Verne localizó en el escenario de esta batalla la fuente de aprovisionamiento de oro del Nautilus en su novela 20.000 leguas de viaje submarino. Como resultado de la victoria inglesa, Vigo dio nombre a una calle en Londres, conocida como Vigo Street.

## Flora y Fauna

### Flora
Hay numerosas marismas que coinciden con la desembocadura de los ríos Tumil,  Ulló y el mayor de todos, el Verdugo.
En las salinas hay un amplio carrizal de:
- Juncos
- Scirpus
- Phragmites
- Verdolaga Marina

En la Isla de San Simón, de la cual se habló antes, existe un bosque de Boj.
Cuando la marea desciende también se pueden ver gran cantidad de Algas pardas y verdes.

### Fauna
Hay una enorme productividad en la zona de mariscos, de ellos destacan la almeja, el berberecho y sobre todo, las famosas ostras de Arcade.
También se encuentran las siguientes aves:
- Ánade real
- Pato cuchara
- Ánade rabudo
- Cerceta real
- Porrón común y cristado
- Garza pequeña
- Rascón
- Gavilán
- Cernícalo
- Mújeles

Y gran cantidad de Limícolas:
- Andarríos
- Archibebes
- Correlimos
- Zarapitos
- etc.

Incluso pueden verse Arroaces y Delfines Mulares.

## Clima
El clima es oceánico y húmedo, con una precipitación media anual de unos 1.200 mm, y unos 14'5° de temperatura media.